# Ampferstein
Der Ampferstein ist der 2556 m ü. A. hohe östliche Eckpfeiler der Kalkkögel in den Stubaier Alpen. Zusammen mit der Marchreisenspitze und der Malgrubenspitze bildet er das bekannte „Dreigestirn“ über der Axamer Lizum.
Nördlich ist dem Ampferstein die Schneiderspitze vorgelagert.

## Anstiege
Den besten Anstieg auf den Ampferstein bietet der Lustige-Bergler-Steig, ein Klettersteig, der bis zur Marchreisenspitze führt. Zum Einstieg gelangt man von der Axamer Lizum über das Halsl und über den breiten Rücken, der zum Felsaufbau des Ampferstein leitet. Über einige Felsstufen und Bänder, stets gut versichert, führt der Weg zum Gipfel des Ampferstein.
Lohnend ist der Weiterweg zur Marchreisenspitze, welcher jedoch geringfügig ernster ist. Neben der Möglichkeit durch die benachbarten Schotterreißen zwischen den beiden Gipfeln in kurzer Zeit in das Lizumer Kar abzusteigen besteht die deutlich lohnendere Option über die Malgrubenscharte unterhalb der Malgrubenspitze (UIAA III; unversichert) zur Hochtennspitze und von dort aus über den Gsallersteig auf den Hoadlsattel zu gelangen. Der Rückweg führt von dort aus über wegsame Wiesen und Ziehwege unschwierig durch das Skigebiet zurück zum Parkplatz der Axamer Lizum.

## Impressionen

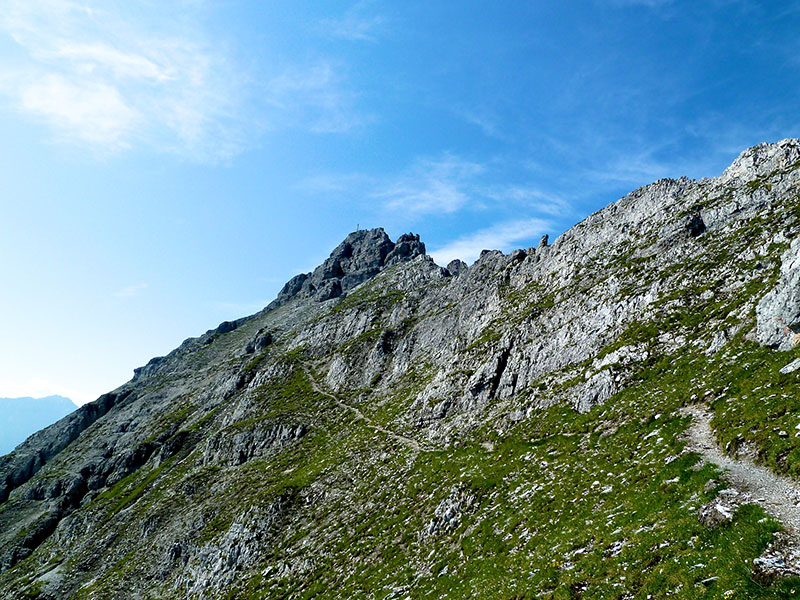
Kurz vor dem Gipfel des Ampferstein
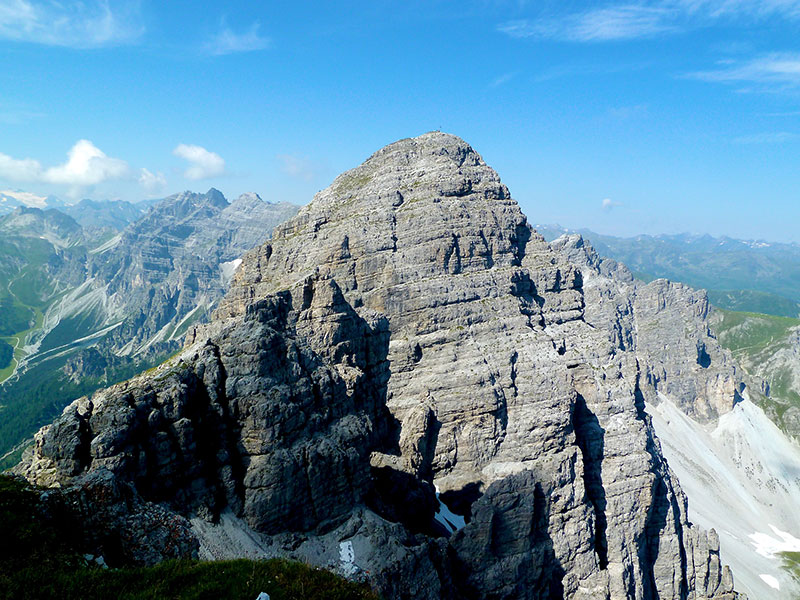
Blick Richtung Marchreisenspitze
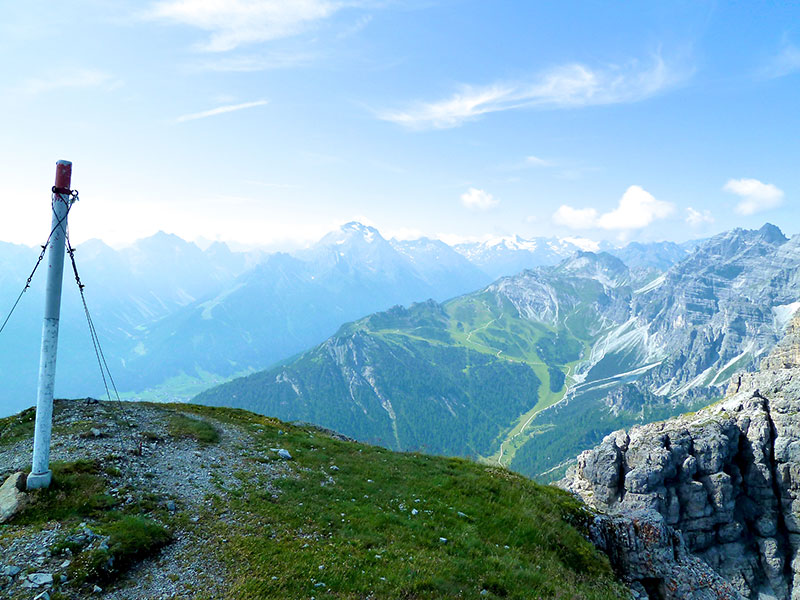
Blick Richtung Schlick

## Namensherkunft
Der Name Ampferstein leitet sich zum Teil von markanten Sauerampferwiesen unterhalb des Berges ab. Die Bezeichnung für die Flur unterhalb des Berges ist dann hinaufgewandert und zur Bezeichnung des Berges selbst geworden. Was den zweiten Teil des Namens betrifft, so werden mit Stein Gipfel bezeichnet, deren Gipfel aus nacktem Fels bestehen.